# الیاسی صالح‌مطاع
الیاسی صالح‌مطاع، روستایی از توابع بخش مرکزی شهرستان سرپل ذهاب در استان کرمانشاه ایران است.

## جمعیت
این روستا در دهستان پشت‌تنگ قرار دارد و براساس سرشماری مرکز آمار ایران در سال ۱۳۸۵، جمعیت آن ۱۲۹ نفر (۲۳خانوار) بوده‌است.